# چهار اصفهانی در بغداد
چهار اصفهانی در بغداد فیلمی به کارگردانی و نویسندگی محمدرضا ممتاز و تهیه‌کنندگی داریوش بابائیان محصول سال ۱۳۹۴ است. این فیلم نخستین تجربه کارگردانی محمد رضا ممتاز، و فیلمی کمدی در حوزه‌ی سینمای دفاع مقدس است.

## خلاصه فیلم
این فیلم روایتگر زندگی یک خانواده‌ی اصفهانی در سال ۱۳۶۴ است که با وجود مشکلات، درگیر جنگ نیز می‌شوند. پدر خانواده (اکبر عبدی) به همراه پسرش تصمیم به فرار از کشور دارند، اما اتفاقات سمت و سویی دیگر به خود می‌گیرد...

## بازیگران
اکبر عبدی
پوراندخت میهمن
نسرین مقانلو
ارژنگ امیرفضلی
جعفر دهقان
قاسم زارع